# Solange Berry
Solange Berry (Charleroi, 23 de novembro de 1932) é uma cantora belga. Berry foi a representante do Luxemburgo no Festival Eurovisão da Canção 1958.

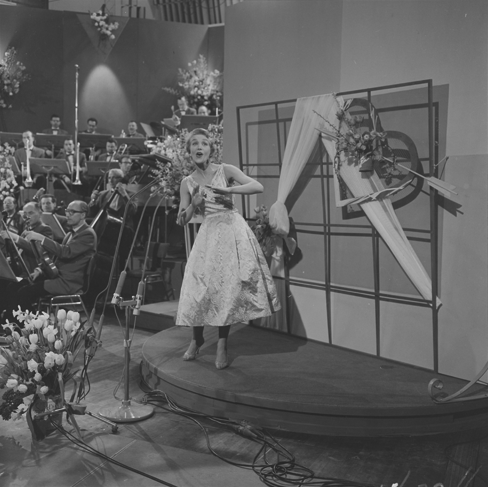
Solange Berry cantando ao vivo no Festival Eurovisão da Canção 1958, em Hilversum